# Nielujärvi
Nielujärvi är en sjö i kommunen Kinnula i landskapet Mellersta Finland i Finland. Sjön ligger 157,6 meter över havet. Den är 0,8 meter djup. Arean är 55 hektar och strandlinjen är 4,56 kilometer lång. Sjön  ingår i Kymmene älvs huvudavrinningsområde.   Den ligger omkring 130 kilometer norr om Jyväskylä och omkring 350 kilometer norr om Helsingfors. 